# Semmering
Semmering je naselje u Austriji. Nalazi se u austrijskoj saveznoj državi Niederostereich.

## Zemljopis
Nalazi se na nadmorskoj visino od 950 metara i ima površinu od oko 8,7 kilometara kvadratnih.
U blizini se nalazi i Semmeringbahn, dio željezničke pruge izmimne ljepote koji je uvršten na UNESCOV popis svjetske baštine.

## Turizam
Od 19. stoljeća grad je popularno odredište za bečko "visoko društvo", pa su tu vrijeme provodili mnogi plemići ,uključujući austrijskog cara i hrvatsko-ugarskog kralja, Karlo I. Austrijski i njegov sin Otto von Habsburg, ali i umjetnici kao što je npr. Oskar Kokoschka.
Turizmu je pridonijela gradnja željezničke pruge 1854. koja je ovaj mali gradić od 80 km od Beča učinila vrlo pristupačnim.

## Stanovništvo
Veliki problem ovoga malog gradića je mortalitet jer je u toku zadnjih 85 godina osjetan znatni pad broja stanovnika s 1816 na današnjih 570 stanovnika.
U gradu su većina stanovnika rimokatolici čak 75,2 %, protestanti zauzimaju 3,1 %, pravoslavci 1,1 %, a čak 11,8 % stanovnika se izjašnjava kako nisu pripadnici nijedne vjere.